# Wettsteinia inversa
Wettsteinia inversa är en bladmossart som först beskrevs av Sande Lac., och fick sitt nu gällande namn av Victor Félix Schiffner. Wettsteinia inversa ingår i släktet Wettsteinia och familjen Adelanthaceae. Inga underarter finns listade i Catalogue of Life.